# Lemel Yossi
Yossi Lemel, né en 1957 à Jérusalem, est un graphiste israélien.

## Biographie
Diplômé de l'Academy of Arts and Design de Jerusalem, Yossi Lemel a réalisé de nombreuses expositions personnelles à Berlin, Hambourg, Denver, New Orleans, Istanbul,, Casale Monferrato, Poznań, Mexico, Stockholm et Jérusalem. Ses œuvres sont exposées dans les collections permanentes de nombreux musées, dont le Victoria and Albert Museum à Londres, le Musée de la publicité à Paris, etc.
Il a réalisé plusieurs œuvres pour Amnesty International, Greenpeace et d'autres organismes internationaux.

## Récompenses et distinctions
Yossi Lemel a remporté le Grand prix à la biennale en Corée en 2002, une médaille d'or au Canada en 1998, au Mexique et à Moscou, ainsi que plusieurs médailles d'argent.